# Bernhard A. Huber
Bernhard A. Huber (1967) is een Oostenrijks zoöloog die gespecialiseerd is in en veel onderzoek doet naar spinnen. Hij is werkzaam voor het Research Museum Alexander Koenig in Bonn. Eerder werkte Huber voor onder andere Universiteit Wenen, Universiteit van Costa Rica en het American Museum of Natural History. Huber is verantwoordelijk voor de specificatie van honderden spinnensoorten.